# Нефт
Вижте пояснителната страница за други значения на петрол.
Нефтът (наричан още петрол) представлява смес от газообразни, течни и твърди въглеводороди с различна плътност. Цветът му е от светложълт до черен. Пàрите на нефта са лесно запалими при смесване с въздух. Чрез сепариране и дестилиране нефтът може да бъде разделен на фракции: газообразни въглеводороди (метан, етан, пропан-бутан), бензин, нафта (газьол), керосин, смазочни масла, парафин, асфалт (битум). След тази обработка се получават остатъчни продукти, като мазут и гудрон. Използва се като суровина за производство на голям брой продукти. Поради постоянната нужда в съвременния свят нефтът често е наричан „черно злато“.

## Наименования
В българския език за означаване на понятието се употребяват две заемки, използвани съответно на Изток и на Запад.
Нефт – чрез руското нефть от гръцкото ναφθα, нафта, или през турското neft от персийското naft; идва от акадското напатум – избухвам, възпламенявам се.
Петрол – от френското pétrole, което произхожда от средновековната латинска дума petroleum (буквално: „земно масло“); от гръцки: πέτρα (петра) – камък, скала; έλαιον (елеон) – масло, елей, миро (на латински: oleum).

## Основни свойства
Нефтът (известен още под името „суров петрол“) е маслена течност, запалима при смесване с въздух. Представлява смес от газообразни, течни и твърди въглеводороди и малки или незначителни количества азотни и серни съединения. Плътността на нефта е около 0,8 g/cm3, тоест той е по-лек от водата.

## Източник и естествено образуване
Нефтът и природният газ са образувани чрез анаеробна декомпозиция (разлагане при отсъствие на въздух) на остатъци от организми (предимно планктон), които са се утаили в големи количества на дъното на морета и езера преди милиони години. Примесени с тиня, тези остатъци с течение на времето се оказват затрупани под големи слоеве утаечни скали, където температурата и налягането са високи и водят до химически промени в остатъците. Първо се образува восъкоподобно вещество, наречено кероген, което присъства в нефтените шисти (т. нар. „майчини скали“). След това се образуват течни и газообразни въглеводороди, т.е. нефт и газ. Този процес е известен като катагенеза на въглеводородите (нефт и газ). От организми, живели на сушата, по подобен начин се образуват въглища и метан (природен газ).
Алтернативни хипотези твърдят, че нефтът и природният газ се образуват от неорганичен материал (абиогенеза). Според теорията за пряката абиогенеза нефтът се получава на голяма дълбочина под земята от неорганични вещества. Според възгледите на Томас Голд (Thomas Gold) първо се образува природният газ на голяма дълбочина, а впоследствие от него се получава нефтът. И двете теории са дискредитирани, въпреки че има учени, които все още защитават тезата, че абиогенезата съществува и води до образуване на неголеми количества нефт и газ. Съществуват и други теории, според които нефтът е образуван от изначално съществуващ в земната кора въглерод или привнесен на Земята от комети и астероиди при сблъсъци с нея. Основания за тези теории дава доказаното съществуване на въглеводороди (метан) на други планети от Слънчевата система и извън нея.
Теориите за абиогенния произход на нефта страдат от липса на научни доказателства и поради това днес господства възгледът, че нефтът има органичен произход. Понастоящем мнозинството учени са привърженици на теорията за органичния произход на нефта (катагенеза). Теориите за абиогенезата добиват голямо разпространение само в бившия Съветски съюз, но дори и там към края на XX век намират все по-малко привърженици, тъй като теорията се оказва непригодна за търсенето на нови нефтени и газови находища.

## Находища на суров петрол
Процесите на образуване на нефт протичат и днес, което някои специалисти виждат като причина за възстановяване на капацитета на находища, консервирани през 30-те и 40-те години на XX век, макар да съществуват големи съмнения, че това може да стане за няколко десетилетия. Според някои учени (предимно от бившия Съветски съюз) изчерпани петролни залежи могат да се възстановят при определени условия, но практиката на нефтодобива не дава достоверни доказателства за такова възстановяване.
Сред водещите производители на нефт са Саудитска Арабия (с най-големи находища край Дамам), Русия (предимно в района на Западен Сибир), Съединените щати (основно Тексас, Калифорния, Луизиана, Аляска, Оклахома и Канзас), Канада (основно Албърта), Иран (в Персийския залив), Китайската народна република (основно в Южнокитайското море), Норвегия (в Северно море), Мексико (в Мексиканския залив), Венецуела (в езерото Маракайбо), Ирак (в областта на гр. Киркук и Басра), Великобритания (в Северно море), Индонезия, Обединените арабски емирства, Нигерия (в делтата на река Нигер) и Кувейт. Най-големите известни запаси са в Близкия Изток.

## Състав и преработка на нефта
Физическите свойства и точният химически състав на суровия нефт варират в зависимост от местоположението на находищата. В пластови условия различните съставки от въглеводороди на нефта са разтвореният в течните компоненти природен газ, лек газообразен бензин, леки и тежки бензини, керосин, дизелово гориво, лек и тежък мазут и накрая битум (катрани) с различна плътност.
Природният газ на свой ред е смес от газове, намиращи се в свободно, разтворено или сорбирано състояние в скали, вода или нефт. Някои от тези газове могат да горят – метан, етан, пропан, бутан, пентан, въглероден оксид, сероводород, водород. Останалите газообразни съставки не горят – въглероден диоксид, азот, хелий, аргон.
Нефтът обикновено се разделя на газообразни и течни фракции още на самото находище; от нефта се отделя и пластовата вода (първична подготовка на нефта). Полученият стабилизиран суров нефт се транспортира от находището към рафинерията (нефтопреработвателния завод) през тръбопроводи или с танкери (кораби).
В нефтопреработвателните заводи въглеводородите на суровия нефт се разделят на фракции чрез различни процеси на рафиниране. Първа стъпка в преработката е обикновено процесът, наречен фракционна (атмосферна) дестилация, при който нефтът се загрява при атмосферно налягане и се изпраща в ректификационна колона. Парите на различните компоненти кондензират в колектори на различни височини в колоната, където температурата е различна. По-нататък фракциите се изтеглят от колоната и допълнително се преработват в разнообразни крайни нефтопродукти. Един от многото продукти на суровия нефт е светла почти безцветна субстанция – лек бензин. Получава се и черна катранена субстанция, богата на асфалт (битум).
Най-голямо търсене има за леките продукти на нефтопреработката, по-специално бензинът и дизеловото гориво. По тази причина по-тежките фракции служат за суровина в различни процеси на дълбочинна преработка на нефта, например крекинг (cracking): с помощта на високо налягане, температура и катализатори големите молекули на тежките въглеводороди се разцепват на по-малки молекули, т.е. получават се леки въглеводороди. Така се добиват допълнителни количества от най-търсените нефтопродукти. Някои от по-тежките нефтопродукти намират пряка употреба като смазочни масла, парафини, мазут и високо рафинирани целебни субстанции, например вазелин.

## История и развитие на нефтодобива
Нефтът е известен на човечеството три хилядолетия пр.н.е., а нефтените продукти като асфалт и озокерит (т.нар. „планински восък“) – от пет-шест хиляди години. В Близкия Изток, където има повърхностни находища на тежък нефт, той е използван в строителството още преди 4000 години като съставка на хоросана, за покриване на стени и покриви с асфалт, замазка на корпуси на лодки и като огнено оръжие.
Археологически разкопки установяват много древен добив на нефтена смола по бреговете на р. Ефрат в Месопотамия, Ирак. Любопитен факт е, че в древността хората са се прекланяли пред естествените находища на земната повърхност на въглеводородите, например пред т. нар. вечни огньове. Около Каспийско море в някои от храмовете на огнепоклонниците е горял природен газ. Тези места са били смятани за свещени. Свидетелства за това са намерените останки в района на Апшеронския полуостров в Азербайджан, Иран и други места. Китайците още от древността са използвали газа за осветление и отопление на будистките храмове, при изпичане на фаянсови изделия и при обработка на мед. В провинциите Юнан и Шанси са добивали газ няколко столетия преди н.е. В Египет нефтена смола е използвана при балсамиране на фараоните. Нефтът и неговите продукти са използвани като бойно и запалително средство под формата на вряла течност или запалена смола по върховете на стрелите или копията. Използвали са се още като спойка при строеж на сгради и крепостни стени (укрепленията на Вавилон и висящите градини на Семирамида). Има данни, че древните египтяни, асирийци, вавилонци и индианци са ги употребявали за лечебни цели при кожни заболявания и рани.
На територията на Азербайджан в местността Нафталан е изграден курорт за лекуване на кожни заболявания с нефт. От нафталанския нефт днес приготвят медицински препарати за вътрешни и нервни болести, за хирургията, както и за лекуване на домашни животни. За лечение се използва и червеният пармски нефт в Италия. За лечебните свойства на нефта свидетелстват и очевидци от о-в Сахалин (Русия), които разказват, че даже мечките търсели нефтени локви и охотно се къпели в тях, за да се избавят от кожните паразити.
В Северна Америка нефтът в миналото е използван от местните народи в магиите, в медицината и за правене на бои. Заселниците го купуват от местните жители като лекарство и го наричат „масло на Сенека“ и „генезово масло“. В Европа той е изгребван от потоци или ями, а в ранния XIX век започва добив на малки количества от нефтоносни шисти. През 1815 г. няколко улици в Прага са осветени с газени лампи.
Водещ производител е Саудитска Арабия, където нефтът е открит през 1936 г. През 2002 г. страната добива 10,5 млн. барела на ден. Тя разполага с най-големите находища на нефт и природен газ в света: по средни оценки те представляват 1/4 от установените световни запаси. Доходите от нефта не само доминират в националната икономика и съставляват около 90% от износа, но и осигуряват водещо място на Саудитска Арабия в световната икономика. Нефтодобивният район е разположен в източната част по протежение на Персийския залив.
Смята се, че историята на съвременната нефтена промишленост започва през 1859 г., когато американският преселник, нефтен изследовател и предприемач Е. Л. Дрейк прокарва сондаж за добив на нефт в Пенсилвания на място, което по-късно е наречено Тайтъсвил (Titusville). След това в района са прокарани много сондажи. Приблизително по същото време започва промишлен добив на нефт и в други райони на света, например в Азербайджан край столицата Баку. Първоначално керосинът (рафинирана течност, наричана в България „газ“, за газени лампи) е главният готов нефтопродукт и той много скоро заменя свещите в бита. Отначало нефтът се употребява малко, най-вече като гориво за газени лампи. Положението се променя след изобретяването на двигателя с вътрешно горене, намерил огромно приложение в автомобилите, камионите, тракторите и самолетите.
Днес светът е силно зависим от нефта като източник на енергия, смазочни материали, гориво, бои, лекарства и много синтетични материали. Широко разпространената употреба на нефт създава сериозни проблеми на околната среда – големите количества изгорели газове причиняват повечето от замърсяването на въздуха в индустриализираните страни, а петната от разлят нефт от танкери и морски сондажи замърсяват океани и брегови линии. Това е цената, която човечеството плаща за своето икономическо развитие.

## Борсова търговия с петрол
Петролът е обект на търговия по световните борси, като цените там играят значителна роля при ценообразуването на стоките, произвеждани от нефт.
Сортове петрол, с които се търгува:
- Сорт Urals, който се добива в Русия;
- Сорт Brent, който е основната търгувана суровина.